# Oliver Casey
Pour les articles homonymes, voir Casey.
Oliver Casey, né le 14 octobre 2000 à Leeds, est un footballeur anglais qui évolue au poste de défenseur central au Blackpool FC.

## Biographie

### Carrière
Né à Leeds, et issu du centre de formation du club historique de la ville, il est propulsé dans le monde professionnel par Marcelo Bielsa à l'occasion d'un match de Championship contre Huddersfield le 7 décembre 2019.
Membre régulier des équipes de jeunes de Leeds, il figure aussi à de nombreuses reprises sur le banc de l'équipe première, prolongeant en juillet 2020 son contrat jusqu'en 2023.

## Style de jeu
Défenseur central, Casey est aussi vu par Bielsa comme un milieu de terrain. Défenseur calme et appliqué, faisant preuve d'une certaine maturité malgré son jeune âge, Danny Mills le compare notamment à son aîné de Leeds, Ben White.

## Palmarès
| Leeds United - Championship - Champion en 2019-20 |